# Stanisław Pasternak
Stanisław Pasternak (ur. 24 kwietnia 1937 w Gródku Jagiellońskim, zm. 5 grudnia 2024) – polski poeta i prozaik.

## Życiorys
Ukończył historię sztuki na Uniwersytecie Wrocławskim. Debiutował jako poeta w 1958 roku na łamach miesięcznika "Odra". W latach 1966–1969 był asystentem w Muzeum Śląskim, a od 1969 pracownikiem Biura Wystaw Artystycznych.

## Twórczość
- Słowa i rzeczy
- Modlitwa o Annę
- Nieznajoma
- Zapamiętywanie nagiej córki
- Elegie